# Национальный домен верхнего уровня
Национа́льный доме́н ве́рхнего у́ровня (англ. country code Top-Level Domain, ccTLD) — домен верхнего уровня, выделенный для конкретной страны; например: .ru/.рф для России, .ua/.укр для Украины, .de для Германии, .by/.бел для Беларуси.

## Рекомендации
Рекомендации по поводу национальных доменов верхнего уровня изложены в RFC-1032 от ноября 1987 года, а также в RFC-2240. В частности, в RFC-1032 указывается, что «страны, которые желают зарегистрировать домен верхнего уровня, должны называть его по двухбуквенному коду страны согласно списку международного стандарта ISO 3166. Запросы стран на использование трёхбуквенной формы кода страны, указанной в ISO 3166, будут рассмотрены в случаях, когда это нужно, чтобы предотвратить возможные конфликты и непонимания». На практике существует несколько исключений из этого правила — существуют домены, не совпадающие с кодом ISO 3166, определённым для страны, домены для территорий, не принадлежащих одному конкретному государству.

## Процедура регистрации
Регистрация национальных доменов верхнего уровня связана с определёнными условиями, одно из них — признание страны на международной арене. Так, конфликты возникают относительно доменов .kr (Южная Корея) и .tw (Тайвань), домена .xk (Республика Косово) и др. Позиция, занятая регистрирующей организацией ICANN, состоит в том, чтобы отсылать желающих получить домен верхнего уровня для государства к классификатору ISO 3166, позиция соответствующего комитета ISO — в том, чтобы составлять список этих кодов, в основном опираясь на список государств и зависимых территорий, составляемый статистическим комитетом ООН. Таким образом, стандартный путь получения домена верхнего уровня для нового или непризнанного государства сейчас должен начинаться с переговоров с ООН, а сама ICANN сняла с себя ответственность за выяснение того, является ли кандидат на получение домена верхнего уровня настоящим государством или нет.

## Псевдоинтернациональные домены
Несколько особый (хотя и неформальный) статус имеют домены, чьи аббревиатуры созвучны с теми или иными сокращениями. Так, домен Тувалу .tv широко используется как ненациональный домен верхнего уровня для телевидения, домен Федеративных Штатов Микронезии .fm — для FM-радиостанций, домен Острова Мэн .im — для службы мгновенного обмена сообщениями ( (англ.) Instant Messaging), домен Туркменистана .tm — для товарных знаков, домен Молдавии .md — для медицинских структур, домен Западного Самоа .ws — для веб-сайтов, а домен Лаоса .la — для организаций, зарегистрированных в Лос-Анджелесе.

## Ограничения на регистрацию в национальных доменах
Некоторые национальные домены верхнего уровня имеют ограничение на приобретение домена или на создание сайта в такой зоне. Это, например, США (.us), Европейский союз (.eu), Эстония (.ee), Украина (.ua), Азербайджан (.az), Ирландия (.ie). В этих зонах зарегистрировать домен могут только граждане страны или местные предприятия — обладатели товарного знака, созвучного домену.

## Национальные домены в национальных кодировках
Некоторые национальные домены верхнего уровня могут содержать в себе символы национальных алфавитов, например кириллицу или китайские иероглифы. Для избежания конфликтов с уже зарегистрированными доменами использование латинских букв в них запрещено. Для обеспечения совместимости таких доменных имён с существующей системой DNS используется кодировка Punycode.
Некоммерческая организация ICANN (Интернет-корпорация по управлению доменными именами и цифровыми адресами в Интернете) на 33-й международной конференции в Каире в 2008 г. официально утвердила российский национальный кириллический домен верхнего уровня — .рф.

## История появления
История появления доменов верхнего уровня для разных стран (список неполный) выглядит следующим образом:
1985 год:
- 24 июля: домен .us, США.
- 24 июля: домен .uk, Великобритания.
- 24 октября: домен .il, Израиль.

1987 год:
- 23 сентября: домен .ar, Аргентина.

1989 год:
- 18 апреля: домен .br, Бразилия.

1990 год:
- 19 сентября: домен .su, Советский Союз (Soviet Union).
- 28 ноября: домен .cn, Китай.

1991 год:
- 1 февраля: домен .ec, Эквадор.
- 26 февраля: домен .bo, Боливия.
- 3 сентября: домен .ag, Антигуа и Барбуда.
- 9 сентября: домен .py, Парагвай.
- 25 ноября: домен .pe, Перу.
- 24 декабря: домен .co, Колумбия.

1992 год:
- 21 апреля: домен .al, Албания.
- 1 декабря: домен .ua, Украина.
- 1 декабря: домен .ge, Грузия.

1993 год:
- 1 июля: домен .lv, Латвия.
- 15 августа: домен .az, Азербайджан.
- 9 сентября: домен .an, Нидерландские Антильские Острова.

1994 год:
- 7 апреля: домен .ru, Российская Федерация.
- 10 мая: домен .by, Беларусь.
- 26 августа: домен .am, Армения.
- 19 сентября: домен .kz, Казахстан.

1995 год:
- 27 января: домен .cl, Чили.
- 26 февраля: домен .aq, Антарктида.
- 24 апреля: домен .uz, Узбекистан.

1997 год:
- 23 сентября: домен .sh, Остров Святой Елены.
- 16 октября: домен .af, Афганистан.

2008 год:
- 17 июля: домен .me, Черногория.

2010 год:
- 12 мая: IDN-домен .рф, Российская Федерация.

2012 год:
- 3 марта: IDN-домен .қаз, Казахстан.

2013 год:
- 28 февраля: IDN-домен .укр, Украина.

2014 год:
- 11 ноября: IDN-домен .бел, Беларусь.